# Prunelli-di-Casacconi
Prunelli-di-Casacconi es una comuna y población de Francia, en la región de Córcega, departamento de Alta Córcega.
Su población en el censo de 1999 era de 162 habitantes.

## Demografía
| 176 | 198 | 184 | 183 | 146 | 162 |
| Para los censos de 1962 a 1999 la población legal corresponde a la población sin duplicidades (Fuente: INSEE [Consultar]) |     |     |     |     |     |